# Rosty Kálmán
Rosty Kálmán József, Roszthy (Rozsnyó, 1832. július 1. – Kalocsa, 1905. február 15.) költő, tanár.

## Családja és származása
Evangélikus nemesi családnak a sarja, amelynek az eredeti vezetékneve "Roszt" és nem összetévesztendő a nemesi barkóci Rosty családdal. Apja Rosty Imre (1803–1880), táblabíró, földbirtokos, ügyvéd és megyei főpénztáros, anyja nagy-toronyai Marikovszky Emília (1808–1880). Az apai nagyszülei Roszthy József (1773–1839), rozsnyói városi főjegyző, és zábori Záborszky Zsuzsanna (1775–1826) voltak. Az anyai nagyszülei nagy-toronyai Marikovszky György (1771–1832) orvosdoktor, megyei főorvos és Mayer Julianna voltak. Rosty Kálmánnak az anyai nagybátyja nagy-toronyai Marikovszky Gusztáv (1806–1892) orvosdoktor, megyei főorvos.

## Élete
A rozsnyói evangélikus gimnáziumban tanult, és 1848-ban belépett az önkéntes gömöri tüzércsapatba. Tűzmesteri rangban harcolt a budaméri ütközetben, majd visszatért Rozsnyóra a katolikus püspöki líceumba. Ezután honvéd lett és ismét harcolni ment. Paptanáraival Hoky Istvánnal és Pongrácz Györggyel részt vett a dernői csatában. A szabadságharc bukása után a püspöki líceumban folytatta tanulmányait, majd Eperjesen az evangélikus kerületi kollégiumban és a Pesti Tudományegyetemen (1851–1852) jogot tanult. 1852-ben joggyakornok. Korábbi tapasztalatai és Dánielik János kanonok hatására 1852 végén katolikussá lett, majd Esztergomban teológiát hallgatott.
1853-ban belépett a jezsuita rendbe. 1858-ban Pozsonyban bölcseletet, majd 1860-1863 között Innsbruckban teológiát tanult. 1863-tól Szatmáron, 1864-től Pozsonyban, 1865-től Kalocsán lett tanár.
Tagja volt az eperjesi irodalmi körnek. Jelentős pedagógiai tevékenysége.[pontosabban?] Vallásos költeményeket, elbeszéléseket, színműveket írt. Költészetére Jakob Balde német és Maciej Kazimierz Sarbiewski lengyel újlatin költők hatottak, akiktől fordított is műveket. Az iskolai szünetekben bejárta Magyarország Mária-kegyhelyeit, melyekről beszámolókat írt a Mária Virágoskertje című folyóiratba.
Tanítványa volt többek között Apponyi Albert, Lepold Antal, Margalits Ede, Sztára József.

## Művei
- 1902 Magyarok Nagyasszonya I-II. Budapest. (költemények)
- Magyar szentek legendái
- Lefordította az Ó, dicsőséges, ó, ékességes kezdetű népének, Pázmány Péter latin nyelvű Mária-himnuszát.